# Alessandria Unione Sportiva 1925-1926
Questa pagina raccoglie le informazioni riguardanti l'Alessandria Unione Sportiva nelle competizioni ufficiali della stagione 1925-1926.

## Divise
| 1ª divisa |

## Organigramma societario
Area direttiva
- Presidente: Luciano Oliva, dal 22 ottobre Giovanni Ronza
- Vicepresidente: Pietro Guerci
- Consiglieri: Achille Bucciotti, Ferrari, Firpo e Lupo
- Cassiere: Antonio Massobrio

Area tecnica
- Direttore tecnico: Amilcare Savojardo
- Allenatore: Augusto Rangone
- Allenatore in seconda: Árpád Weisz

Area sanitaria
- Massaggiatore: Domenico Assandro

## Rosa
| N. |                     | Ruolo | Calciatore       |
| -- | ------------------- | ----- | ---------------- |
|    | Italia (bandiera)   | P     | Giuseppe Cagnina |
|    | Italia (bandiera)   | P     | Guerci           |
|    | Italia (bandiera)   | P     | Clemente Morando |
|    | Italia (bandiera)   | D     | Felice Costa     |
|    | Italia (bandiera)   | D     | Armando Lauro    |
|    | Italia (bandiera)   | D     | Andrea Viviano   |
|    | Italia (bandiera)   | C     | Mario Bruno      |
|    | Italia (bandiera)   | C     | Giuseppe Gandini |
|    | Italia (bandiera)   | C     | Nicola Papa (II) |
|    | Ungheria (bandiera) | C     | Sandor Symoka    |
|    | Italia (bandiera)   | A     | Carlo Ansermino  |

| N. |                     | Ruolo | Calciatore          |
| -- | ------------------- | ----- | ------------------- |
|    | Italia (bandiera)   | A     | Edoardo Avalle      |
|    | Italia (bandiera)   | A     | Elvio Banchero (I)  |
|    | Italia (bandiera)   | A     | Giuseppe Capra (II) |
|    | Italia (bandiera)   | A     | Renato Cattaneo     |
|    | Italia (bandiera)   | A     | Carlo Chierico      |
|    | Italia (bandiera)   | A     | Massimo Farina      |
|    | Italia (bandiera)   | A     | Carletto Gambarotta |
|    | Italia (bandiera)   | A     | Libero Marchina     |
|    | Italia (bandiera)   | A     | Oreste Tosini       |
|    | Ungheria (bandiera) | A     | Lőrinc Tritz        |

## Risultati

### Prima Divisione

#### Lega Nord - Girone B

##### Girone di andata
| Arbitro: | Pierallini (Modena) |

|                |           |  |
| Busini III 21’ | Marcatori |  |

| Arbitro: | Sguerso (Savona) |

|             |           |  |
| Rossini 61’ | Marcatori |  |

| Arbitro: | Guarnieri (Milano) |

|           |           |             |
| Tritz 61’ | Marcatori | 26’ Gardini |

| Arbitro: | Ortali (Bologna) |

|                                                                                     |           |           |
| Agostinelli 5’, 56’ Prosperi III 13’ Prosperi II 18’, 23’, 50’ Agostinelli 47’ (56) | Marcatori | 69’ Tritz |

| Arbitro: | Garbieri (Genova) |

|                                                  |           |                                    |
| Capra II 1’ Tritz 8’ Cattaneo 70’ Banchero I 89’ | Marcatori | 12’ Müller 28’ Savelli 63’ Bonello |

| Arbitro: | Guarnieri (Milano) |

|                                 |           |  |
| Pastore 3’, 14’ Hirzer 35’, 52’ | Marcatori |  |

| Arbitro: | Pinasco (Sestri Ponente) |

|                                                              |           |  |
| Gandini 17’ Banchero I 20’, 72’ Avalle 44’ Cattaneo 69’, 75’ | Marcatori |  |

| Arbitro: | Vagge (Genova) |

|           |           |  |
| Tritz 53’ | Marcatori |  |

| Arbitro: | Enrietti (Torino) |

|                            |           |           |
| Carzino II 80’ Moretti 82’ | Marcatori | 87’ Tritz |

| Arbitro: | A. Gama (Milano) |

|                         |           |                                  |
| Tritz 7’ Banchero I 33’ | Marcatori | 6’ Dalle Vedove 75’, 86’ Jeszmás |

| Arbitro: | Bistoletti (Milano) |

|                  |           |  |
| Tritz 65’ (rig.) | Marcatori |  |

##### Girone di ritorno
| Arbitro: | Vagge (Genova) |

|  |           |                          |
|  | Marcatori | 3’ Busini I 50’ Veronese |

| Arbitro: | Bevilacqua (Viareggio) |

|                       |           |  |
| Cattaneo 2’ Tritz 47’ | Marcatori |  |

| Arbitro: | Girelli (Verona) |

|             |           |  |
| Gardini 66’ | Marcatori |  |

| Arbitro: | Lenti (Genova) |

|                                                                                          |           |  |
| Tritz 15’, 43’, 65’, 71’, 73’ Marchina 22’ Avalle 32’ Cattaneo 35’ Banchero I 84’ (rig.) | Marcatori |  |

| Arbitro: | De Rensis (Genova) |

|                       |           |                  |
| Santagostino 54’, 83’ | Marcatori | 9’, 42’ Cattaneo |

| Arbitro: | Pinasco (Sestri Ponente) |

|           |           |                              |
| Tritz 48’ | Marcatori | 9’ Munerati 15’, 81’ Vojak I |

| Arbitro: | Salvagno (Venezia) |

|                        |           |            |
| Aigotti 28’ Povero 32’ | Marcatori | 57’ Avalle |

| Arbitro: | Turriti (Firenze) |

|                                                                           |           |                        |
| Bandini I 12’ Magnozzi 25’, 76’ Paolini 48’ Pitto 53’ (rig.) Palandri 87’ | Marcatori | 46’ Tritz 75’ Marchina |

| Arbitro: | Pozzi (Monza) |

|                                                     |           |  |
| Banchero I 8’, 10’ Cattaneo 28’ Lauro 52’ Tritz 62’ | Marcatori |  |

| Arbitro: | Livraghi (Milano) |

|                                                              |           |                             |
| Barbieri 5’, 76’, 77’ Levratto 84’, 89’ Puerari III 86’, 88’ | Marcatori | 16’ Banchero I 44’ Cattaneo |

| Arbitro: | Sanguineti (Genova) |

|                                             |           |  |
| Cassinelli 28’ Tansini 64’ Dalle Vedove 87’ | Marcatori |  |

## Statistiche

### Statistiche di squadra
| Competizione                            | Punti | In casa | In casa | In casa | In casa | In casa | In casa | In trasferta | In trasferta | In trasferta | In trasferta | In trasferta | In trasferta | Totale | Totale | Totale | Totale | Totale | Totale | DR  |
| Competizione                            | Punti | G       | V       | N       | P       | Gf      | Gs      | G            | V            | N            | P            | Gf           | Gs           | G      | V      | N      | P      | Gf     | Gs     | DR  |
| --------------------------------------- | ----- | ------- | ------- | ------- | ------- | ------- | ------- | ------------ | ------------ | ------------ | ------------ | ------------ | ------------ | ------ | ------ | ------ | ------ | ------ | ------ | --- |
| Prima Divisione                         | 16    | 11      | 7       | 1       | 3       | 32      | 12      | 11           | 0            | 1            | 10           | 9            | 36           | 22     | 7      | 2      | 13     | 41     | 48     | -7  |
| Qualificazioni alla Divisione Nazionale |       | -       | -       | -       | -       | -       | -       | 4            | 3            | 1            | 0            | 15           | 5            | 4      | 3      | 1      | 0      | 15     | 5      | +10 |
| Totale                                  | -     | 11      | 7       | 1       | 3       | 32      | 12      | 15           | 3            | 2            | 10           | 24           | 41           | 26     | 10     | 3      | 13     | 56     | 53     | +3  |

### Statistiche dei giocatori
| Giocatore       | Prima Divisione | Prima Divisione | Qualificazioni Divisione Nazionale | Qualificazioni Divisione Nazionale | Totale   | Totale |
| Giocatore       | Presenze        | Reti            | Presenze                           | Reti                               | Presenze | Reti   |
| --------------- | --------------- | --------------- | ---------------------------------- | ---------------------------------- | -------- | ------ |
| C. Ansermino    | 4               | 0               | -                                  | -                                  | 4        | 0      |
| E. Avalle       | 19              | 3               | 4                                  | 4                                  | 23       | 7      |
| E. Banchero (I) | 21              | 8               | 4                                  | 3                                  | 25       | 11     |
| M. Bruno        | 9               | 0               | -                                  | -                                  | 9        | 0      |
| G. Cagnina      | 7               | -20             | -                                  | -                                  | 7        | -20    |
| G. Capra (II)   | 12              | 1               | -                                  | -                                  | 12       | 1      |
| R. Cattaneo     | 21              | 9               | 4                                  | 5                                  | 25       | 14     |
| C. Chierico     | -               | -               | 4                                  | 0                                  | 4        | 0      |
| F. Costa        | 22              | 0               | 4                                  | 0                                  | 26       | 0      |
| M. Farina       | 4               | 0               | -                                  | -                                  | 4        | 0      |
| C. Gambarotta   | 2               | 0               | -                                  | -                                  | 2        | 0      |
| G. Gandini      | 17              | 1               | 4                                  | 0                                  | 21       | 1      |
| Guerci          | 1               | -3              | -                                  | -                                  | 1        | -3     |
| A. Lauro        | 20              | 1               | 4                                  | 0                                  | 24       | 1      |
| L. Marchina     | 8               | 2               | -                                  | -                                  | 8        | 2      |
| C. Morando      | 18              | -25             | 4                                  | -5                                 | 22       | -30    |
| N. Papa (II)    | 10              | 0               | 4                                  | 0                                  | 14       | 0      |
| S. Symoka       | 9               | 0               | -                                  | -                                  | 9        | 0      |
| O. Tosini       | 5               | 0               | 4                                  | 3                                  | 9        | 3      |
| L. Tritz        | 22              | 16              | -                                  | -                                  | 22       | 16     |
| A. Viviano      | 17              | 0               | 4                                  | 0                                  | 21       | 0      |